# Wołodymyr Heninson
Wołodymyr Bratisławowycz Heninson, ukr. Володимир Братіславович Генінсон (ur. 12 maja 1976 w Kijowie) – ukraiński działacz sportowy, prezes Ukraińskiej Piłkarskiej Premier-lihi.

## Życiorys
W 2001 ukończył studia w Champlain College, Bennington, w stanie Vermont.
Karierę rozpoczął pracując w międzynarodowej sieci hoteli HowardJohnson і Intercontinental. Mając doświadczenie w administracji za granicą, wrócił na Ukrainę, gdzie kierował kateringiem i usługami gastronomicznymi w hotelu Hyatt Regency Kyiv. Po tym, był dyrektorem dt rozwoju spółki zarządzającej Vertex Hotel Group.
Członek ESSMA (Europejskie Stowarzyszenie stadionów i bezpieczeństwa) na Ukrainie. Trener ESSMA. Niezależny trener Amsterdam Arena Advisory. Członek Prezydium FFU. Członek Zarządu UEFA dt bezpieczeństwa stadionów i rozwoju na Ukrainie. Honorowy prezes NSK „Olimpijski”. Szef Komitetu licencjonowania klubów.
Od marca do grudnia 2015 roku pełnił funkcję Dyrektora Wykonawczego FFU, a od grudnia 2015 roku jest kierownikiem współpracy z FIFA i UEFA.
29 lutego 2016 na walnym zgromadzeniu Ukraińskiej Piłkarskiej Premier-lihi został wybrany nowym prezesem.

## Odznaczenia
- Order „Za zasługi” III klasy